# Beau Starr
Beau William Starr Jr.  (ur. 1 września 1944 w Queens, Nowy Jork) – amerykański aktor telewizyjny i filmowy.

## Życiorys
Urodzony w Nowym Jorku, jego brat Mike Starr również jest aktorem.

## Wybrana filmografia

### Filmy
- Samotny facet (1984) jako szeryf Ben Meeker
- Halloween 4: Powrót Michaela Myersa (1988) jako policjant Mike
- Halloween 5: Zemsta Michaela Myersa (1988) jako szeryf Ben Meeker
- Drzewo Jozuego (1993) jako Jack Rudisill
- Nigdy nie rozmawiaj z nieznajomym (1995) jako Grogan
- W bagnie Los Angeles (1995) jako detektyw Jack Mille
- Więzy zła (2000) jako porucznik Fritch
- Zamach na Reagana (2001) jako agent Cage
- Królowa ringu (2004) jako Corcoran
- Gdzie leży prawda (2005) jako Jack Scaglia
- Ostatnie dni planety Ziemia (2006) jako Oliver

### Seriale
- Na południe jako porucznik Harding Welsh
- Zawód policjant jako porucznik Bill Triplett